# Мякишево (Наро-Фоминский район)
Мякишево — деревня в Наро-Фоминском районе Московской области, в составе сельского поселения Ташировское. Численность постоянного населения по Всероссийской переписи 2010 года — 248 человек, в деревне числятся 7 садовых товариществ. До 2006 года Мякишево входило в состав Крюковского сельского округа.
Деревня расположена в западной части района, на левом берегу реки Нара, примерно в 7 км к северо-западу от города Наро-Фоминска, высота центра над уровнем моря 172 м. Ближайшие населённые пункты — Берюлёво и 1,5 Жихарево.